# Amblychilepas nigrita
Amblychilepas nigrita là một loài ốc biển, là động vật thân mềm chân bụng sống ở biển thuộc họ Fissurellidae.

## Phân bố

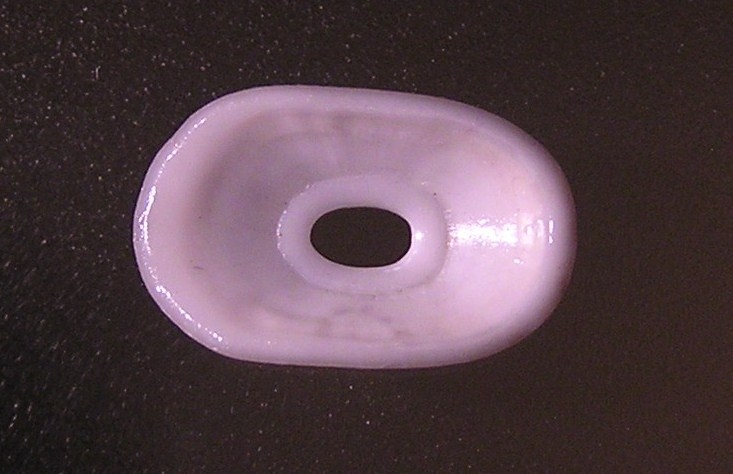
Basal view